# Cacoxylus echinatus
Genre
Espèce
Synonymes
- Hebridochernes echinatus Beier, 1964

Cacoxylus echinatus, unique représentant du genre Cacoxylus, est une espèce de pseudoscorpions de la famille des Chernetidae.

## Distribution
Cette espèce se rencontre dans l'archipel des îles Salomon et dans l'archipel Bismarck, aux Salomon et en Papouasie-Nouvelle-Guinée.

## Description
La femelle décrite par Beier en 1965 mesure 2,7 mm.

## Publications originales
- Beier, 1964 : Further records of Pseudoscorpionidea from the Solomon Islands. Pacific Insects, vol. 6, no 4, p. 592-598 (texte intégral).
- Beier, 1965 : Die Pseudoscorpioniden Neu-Guineas und der benachbarten Inseln. Pacific Insects, vol. 7, no 4, p. 749-796 (texte intégral).